# Památník Životické tragédie
Památník Životické tragédie (též Památník obětem nacistického teroru) je památník od karvinského sochaře Franciszka Świdra, odhalený 25. září 1949 v Životicích (pozdější část Havířova) u příležitosti pátého výročí životické tragédie. Znázorňuje dvoumetrovou postavu matky s dítětem v náručí, která se sklání nad svým zavražděným manželem. Při rekonstrukci památníku byla v jeho blízkosti postavena nová muzejní budova a areál byl upraven dle návrhu architekta Bronisława Firly za spolupráce s výtvarníkem Miroslavem Karpalou. V budově sídlí pobočka Muzea Těšínska se stálou expozicí Okupace a odboj v Těšíně v letech 1938–1945, doplněnou tematickými výstavami.
Od 1. června 1989 je tento památník národní kulturní památkou. Předtím byl od 3. května 1958 kulturní památkou.